# Falkes de Bréauté
Sir Falkes de Bréauté († nach 18. Juli 1226 in Rom) war ein ausländischer Söldner im Dienst des englischen Königs Johann Ohneland. Als Günstling des Königs stieg er zu einem mächtigen Baron auf. Nach einer erfolglosen Revolte gegen Johanns Nachfolger Heinrich III. musste er jedoch England verlassen und starb im Exil.

## Herkunft
Falkes de Bréautés stammte aus der Normandie, doch seine genaue Herkunft ist ungeklärt. Angeblich war er ein unehelicher Sohn eines Ritters, nach anderen Angaben entstammte er einer Familie des niederen Adels aus Bréauté. Die meisten Chronisten vermuteten jedoch, dass er von nichtadliger Geburt war. Er soll von kleiner Statur, aber schlau, rücksichtslos und tapfer gewesen sein. Sein Name war angeblich eine Ableitung von „Sense“ (englisch Scythe), da er damit einen Totschlag begangen hatte.

## Aufstieg unter König Johann Ohneland
Falkes und seine Familie werden nicht vor 1204 in England erwähnt. Vermutlich kamen er, mindestens drei seiner Brüder und eine Schwester nach der französischen Eroberung der Normandie im Französisch-Englischen Krieg 1204 nach England. Bréauté diente wahrscheinlich als Sergeant dem König, nach späteren, jedoch unbelegten Angaben diente er als königlicher Türsteher. Vermutlich gehörte er zu einem Kontingent Soldaten, das im Januar 1206 als Verstärkung in das südwestfranzösische Poitou geschickt wurde. Bereits im Februar 1207 betraute ihn König Johann mit der Verwaltung der walisischen Herrschaften Glamorgan und Wentloog, die der König seinem bisherigen Günstling William de Braose entzog. Vermutlich wurde Bréauté um diese Zeit zum Ritter geschlagen und kurz darauf zum Constable des königlichen Carmarthen Castle sowie zum Verwalter von Gower in Wales ernannt. Während der Kriege gegen Llywelyn ab Iorwerth unternahm er 1211 einen erfolgreichen Feldzug von Cardiff gegen den walisischen Fürsten Llywelyn ab Iorwerth, wobei er bis Aberystwyth vorstieß. In Wales machte er sich einen Namen als grausamer und rücksichtsloser Söldner, 1212 beauftragte ihn der König beispielsweise mit der Zerstörung von Strata Florida Abbey, weil die Mönche die Gegner des Königs unterstützt hatten. Daneben diente Falkes dem König als Söldnerführer in Flandern und im Poitou, wobei er wahrscheinlich beim König in hoher Gunst stand. Ab Januar 1215 gehörte er häufig zum Gefolge des Königs in England, entgegen gelegentlicher Behauptungen wird er jedoch nicht namentlich  in der Magna Carta als einer der ausländischen Günstlinge erwähnt, die England verlassen sollten. Er gehörte jedoch vermutlich zu den Gefolgsleuten des Königs, die schwören mussten, dass sie die Bestimmungen der Magna Carta einhalten würden.

## Rolle im Krieg der Barone

### Heerführer unter König Johann
Im kurz darauf ausbrechenden Ersten Krieg der Barone gehörte Bréauté zu den rücksichtslosen und unerschrockenen Söldnern, die König Johann uneingeschränkt und loyal dienten. Von den Baronen wie auch von den mittelalterlichen Chronisten wurde Bréauté dafür gehasst. Am 28. November 1215 eroberte er Castlethorpe Castle, eine Burg von William Mauduit in Buckinghamshire, kurz darauf eroberte er von William de Beauchamp Bedford Castle, das ihm König Johann zur Verwaltung überließ. Anfang 1216 teilte der König sein bei London versammeltes Heer. Während ein Teil unter dem Kommando von dem Earl of Salisbury und vier Söldnerführern, darunter Bréauté, blieb, zog der König mit dem anderen Teil selbst nach Nordengland. Als im Mai 1216 der französische Prinz Ludwig mit einem Heer in England landete und den englischen Thron beanspruchte, sollte Bréauté Oxford gegen die Rebellen sichern. Am 17. Juli plünderte er zusammen mit dem Earl of Chester Worcester, dessen Einwohner sich Prinz Ludwig unterworfen hatten. Der König belohnte Bréauté, indem er ihn zum Sheriff von sechs Grafschaften in den Midlands ernannte, und im September oder Oktober 1216 belohnte der König ihn mit der Erlaubnis, Margaret FitzWarin, die jüngst verwitwete Frau von Baldwin de Redvers, den ältesten Sohn des Earl of Devon zu heiraten, die Anspruch auf ein reiches Wittum hatte. Margaret war die Erbin und Tochter von Warin Fitzgerald, dem königlichen Chamberlain, sowie die Erbin ihrer Mutter, Alice de Courcy, der Erbin der Courcys aus Stogursey in Somerset. Durch diese Heirat wurde Bréauté einer der bedeutendsten Grundbesitzer Englands. Er besetzte sofort die Isle of Wight, die zum Wittum seiner Frau gehörte, und kurz darauf Stogursey, dazu wurde er Chamberlain of the Exchequer. Als König Johann am 19. Oktober 1216 plötzlich starb, gehörte Bréauté zu seinen Testamentsvollstreckern. Die königliche Partei krönte unverzüglich den minderjährigen Sohn Johanns als Heinrich III. zum neuen König, und am 12. November 1216 gehörte Bréauté zu den königlichen Baronen, die die Anerkennung der Magna Carta durch den Regenten William Marshal bezeugten.

### Plünderungen und Grausamkeiten

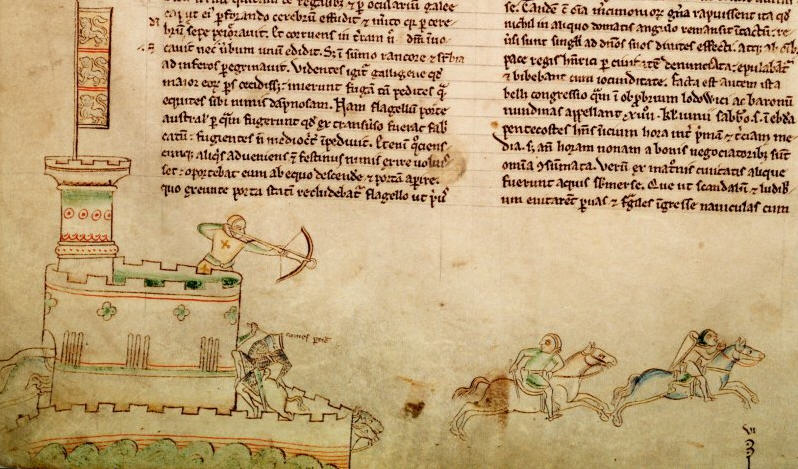
Die Schlacht von Lincoln. Buchmalerei aus dem 13. Jahrhundert

Bréauté diente auch Heinrich III., wie er König Johann gedient hatte. Als Sheriff von sechs Grafschaften in den Midlands war er für die Rebellen und Prinz Ludwig ein wichtiger Gegner. Die Rebellen eroberten Hertford und Cambridge, doch Bréauté hielt die Burgen von Oxford, Buckingham, Northampton und Bedford. In diesen Wirren begingen Bréautés Söldner ihre größte Grausamkeit. Nachdem sich die Stadt und die Abtei von St Albans am 12. Januar 1217 Prinz Ludwig ergeben mussten, überfiel Bréauté zehn Tage später die Stadt. Nach unvorstellbaren Grausamkeiten bei der Plünderung der Stadt zogen die Söldner zur Abtei. Sie ermordeten den Koch des Abts und forderten 200 Mark, andernfalls drohten sie mit der Brandschatzung der Abtei. Auch Warden Abbey in Bedfordshire wurde von den Söldnern heimgesucht. Bréauté entschädigte später beide Abteien, doch die Abtei von St Albans nahm seine Buße nur aufgrund der Stellung seiner Frau an.

### Sieg in Lincoln
Ende Februar 1217 zog Bréauté mit einer königlichen Armee nach Südengland, doch der Entsatz des belagerten Rye, einem der Cinque Ports, scheiterte. Auf ihrem Rückzug nach Mittelengland eroberte und plünderte seine Armee die Isle of Ely. Anschließend unterstützte Bréauté den Earl of Chester bei der Belagerung von Mountsorrel Castle in Leicestershire. Daraufhin teilte sich das verbündete Heer der Rebellen und der Franzosen. Während Prinz Ludwig weiterhin Dover Castle belagerte, zog die andere Hälfte nach Leicestershire, um Mountsorrel Castle zu entsetzen. Nachdem sie dies erreicht hatten, zogen die Rebellen weiter nach Lincoln, wo eine andere Gruppe der Rebellen das royalistische Lincoln Castle belagerte. Dort wurden sie von dem königlichen Heer gestellt. In einem erbitterten Straßenkampf siegte das königliche Heer unter William Marshal und dem Bischof von Winchester. Bréautés Männer hatten vor der Schlacht Lincoln Castle besetzt, und seine Armbrustschützen brachten den Franzosen und den Rebellen von den Burgmauern während der Schlacht schwere Verluste bei. Dann unternahm Bréauté einen kühnen Ausfall in die Stadt, bei dem er gefangen genommen wurde, doch kurz darauf wieder von seinen Männern befreit werden konnte. Anschließend kämpfte er weiter, bis sich seine Truppen mit dem königlichen Heer zusammenschließen und die Rebellen entscheidend schlagen konnten. Selbst Bréautés Gegner würdigten seinen tapferen Kampf gegen einen zahlenmäßig überlegenen Gegner und seinen Beitrag zum Sieg des königlichen Heeres. In dem Kampf machte er zahlreiche Gefangene, die er nur widerwillig freiließ, nachdem der Krieg der Barone im September 1217 durch den Frieden von Lambeth für König Heinrich III. siegreich beendet wurde.

## Konflikte mit der Minderjährigkeitsregierung
Der Sieg des Königs war der Höhepunkt von Bréauté Karriere. Auf seine Kosten bewirtete er den Königshof Weihnachten 1217 in Northampton. In den nächsten Jahren gehörte er jedoch zu den Siegern, die nun in Gegnerschaft zum Justitiar Hubert de Burgh standen, vor allem weil dieser königliche Burgen und Güter zurückforderte, die von Bréauté und anderen Baronen zu ihren eigenen Gunsten verwaltet wurden. Falkes Stellung war zunächst unangreifbar. Als führendes Mitglied der Regierung des minderjährigen Königs ignorierte er bis 1219 Urteile der lokalen Gerichte, die ihn aufforderten, einen Teil seiner Burgen zu übergeben. In Essex, Hertfordshire und East Anglia diente er selbst als königlicher Richter und verhinderte so Urteile zu seinen Ungunsten. Nach dem Tod seines Schwiegervaters, des Earl of Devon, erhielt er als Mitgift für seine Frau im März 1218 Plympton Castle mit der Honour of Plympton in Devon, dazu wurde er Vormund für seinen Stiefsohn Baldwin, dem minderjährigen Erben von Devon. Daneben blieb er weiter Sheriff der sechs Grafschaften in den Midlands sowie von 1218 bis 1221 Sheriff von Rutland. Da diese Ämter alle zeitlich begrenzt und jederzeit widerrufbar waren, beruhte seine Stellung auf der Gunst des Regentschaftsrates. Auch das Courcy-Erbe seiner Frau wurde von ihrer älteren Halbschwester Alice of Cornhill, die mit dem früheren Rebellen Hugh de Neville († 1234) verheiratet war, vor Gericht angefochten.
Dazu hatte sich Bréauté auch unter den Parteigängern des Königs zahlreiche Feinde gemacht. William Marshal der Jüngere hatte während des Kriegs der Barone vier Güter an Bréauté verpfänden müssen, nun versuchte er erbittert, sie zurückzuerlangen. In der Ausübung seines Amtes als Sheriff machte Bréauté sich weitere Feinde. Der Earl of Salisbury verübelte Bréauté, dass er Nicola de la Haye, die Herrin von Lincoln Castle, gegen ihn unterstützte. Salisbury plante bereits, zusammen mit Robert de Courtenay einen Angriff auf Bréautés Besitzungen in Devon zu starten. Diese Beispiele zeigen, wie gefährdet Bréautés Stellung war. Ohne eigenen, unabhängigen Landbesitz war er auf die Unterstützung von mächtigen Magnaten wie dem Earl of Chester oder von Bischof Peter des Roches angewiesen, die Gegner der Herrschaft von Justitiar Hubert de Burgh waren. Bréauté schien sich selbst wohl bewusst zu sein, wie gefährdet seine Position als verachteter, als nichtadlig geborener Ausländer war. Um 1222 erklärte er bei einem Streit, den er als Sheriff von Northamptonshire mit John Marshal führte, dass Marshal und alle in England geborene Männer Verräter seien, die nur auf einen Wiederbeginn des Bürgerkriegs hinarbeiten würden. Dann behauptete er, dass ganz England nicht groß genug sei, wenn er gegen sie Krieg führen würde, und dass nicht einmal 30 königliche Briefe seine Meinung ändern würden. Seine Frustration darüber, dass der Eigennutz der Barone seine Amtsführung als Sheriff behinderte, änderte jedoch nichts daran, dass er selbst alle Versuche der Regentschaft blockierte, die in seinem Besitz befindlichen königlichen Besitzungen zurückzuerlangen.

## Die Regierungskrise im Winter von 1223 bis 1224
Die Spannungen zwischen Bréauté und seinen Gegnern wurden eine Zeitlang durch seine Zusammenarbeit mit Hubert de Burgh überdeckt, als sie im Juli 1222 eine Revolte in London niederschlugen. Im Auftrag des Justitiars nahm Bréauté drei Rädelsführer fest, darunter den früheren Sheriff von London, Constantine Fitzaluf. Er ließ sie ohne Verhandlungen hinrichten, obwohl Constantine ihm 15.000 Mark für sein Leben bot. Anschließend nahmen Bréauté und de Burgh die anderen Führer des Aufstands fest und ließen sie verstümmeln. Im September 1223 gehörte Bréauté zu den Führern des königlichen Heeres, dass nach Montgomery in Mittelwales vorstieß und Llywelyn ab Iorwerth eine demütigende Niederlage beibrachte. Der zunehmende Einfluss von de Burgh führte jedoch dazu, dass sich Bréauté, der Earl of Chester und ihre Verbündeten enger gegen den mächtigen Justitiar zusammenschlossen. Die Spannungen führten zu einer Revolte, während der de Burgh am 9. November 1223 mit dem König nach Gloucester floh. Wenige Tage später versuchten der Earl of Chester, der Earl of Hertford, der Count of Aumale und Bréauté den Tower of London zu besetzen. Durch Vermittlung von Erzbischof Stephen Langton konnte ein neuer Bürgerkrieg vermieden werden, doch eine heftige Unterredung am 4. Dezember zwischen Peter des Roches, dem Earl of Chester und Bréauté in London führte dazu, dass Bréauté und seine Anhänger nach Norden zogen. Sie verbrachten Weihnachten in Leicester, während der König mit seinem Hof in Northampton war. In der Unterzahl und mit Exkommunikation bedroht, gaben der Earl of Chester und seine Anhänger nach und zogen zum König nach Northampton. Dort willigten sie am 29. oder 30. Dezember ein, ihre Burgen und Ämter dem König zu übergeben. Bréauté musste sofort Hertford Castle übergeben und verlor seine Ämter als Sheriff von Oxford und Northampton, dazu am 18. Januar sein Amt als Sheriff von Bedfordshire. Danach nahm er an den großen Ratsversammlungen des Königs nicht mehr teil.
Der Erzbischof und die anderen Bischöfe waren nun bemüht, die politischen Spannungen weiter zu entschärfen. Ende April führten sie eine feierliche Versöhnungszeremonie durch, an der der Regentschaftsrat, dessen Gegner und auch Bréauté teilnahmen. Der Justitiar Hubert de Burgh war politisch gestärkt aus der Krise hervorgegangen und wollte nun keinen weiteren Widerstand von Bréauté gegen die Rückgabe von königlichen Gütern dulden. Bereits im Februar 1224 hatte der Regentschaftsrat beschossen, Bréauté die Verwaltung der Güter und die Vormundschaft für den minderjährigen Earl of Devon zu entziehen. Den Einspruch von Bréauté, dass Plympton ein Teil der Mitgift seiner Frau sei, lehnte der Rat ab. Bréauté ignorierte jedoch die Aufforderung, Plympton Castle zu übergeben. Auch die Übergabe von Bedford Castle verweigerte er, und den Anstrengungen, die seine Gegner vor Gericht gegen ihn unternahmen, schenkte er keine Beachtung. Daraufhin wurde er als Friedensbrecher in Bedfordshire angeklagt. Ein offenes Vorgehen gegen ihn wurde noch bis Juni 1224 hinausgezögert, doch dann fanden ihn die Assisenrichter in Dunstable in 16 Fällen, nach anderen Angaben sogar in über 30 Fällen, der Besitzraubung für schuldig.

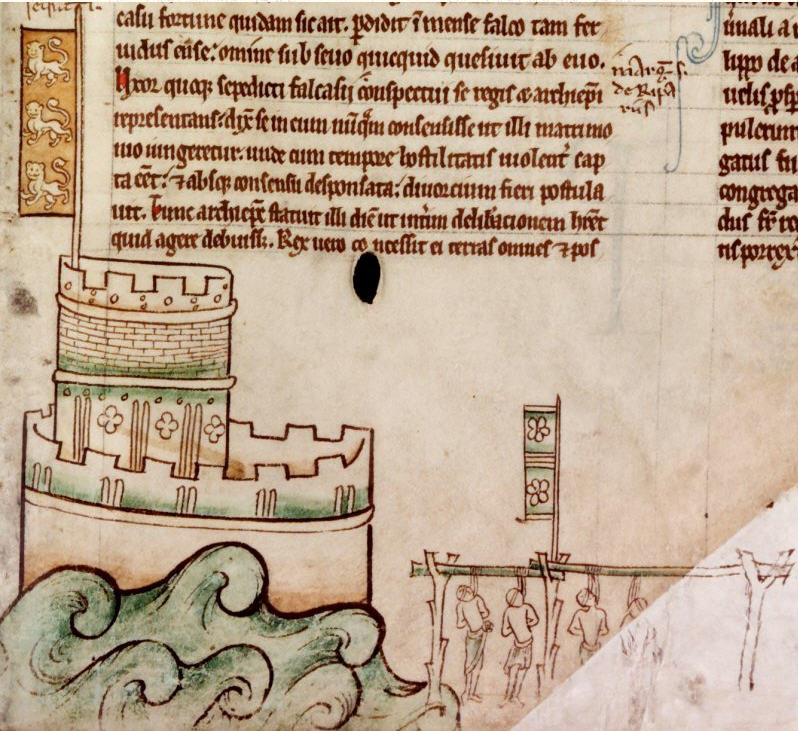
Bedford Castle mit der hingerichteten Besatzung. Buchillustration aus dem 13. Jahrhundert

## Die Belagerung von Bedford Castle
Am 16. Juni ergriff William de Bréauté, Falkes Bruder und sein Constable von Bedford Castle, den Richter Henry of Braybrooke, mit dem er und Falkes persönlich verfeindet waren. Angesichts der Tatsache, dass der König zur selben Zeit mit seinen Magnaten im gerade 30 km entfernten Northampton die Verteidigung des Poitou nach dem französischen Angriff besprach, war dieser Angriff auf einen königlichen Beamten tollkühn. Von William wurde die unverzügliche Freilassung des Richters verlangt, und als er dies am 19. Juni ablehnte, begann der König, unterstützt durch die Magnaten, am folgenden Tag mit der Belagerung von Bedford Castle. Erzbischof Langton exkommunizierte sofort die Burgbesatzung sowie Falkes. Ob William sein Vorgehen mit Falkes abgestimmt hatte, ist ungeklärt, doch nach Beginn der Belagerung versuchte er seinen Bruder zu unterstützen. Er erwartete, dass die starken Wehrmauern der Burg und die starke Besatzung der Belagerung bis zu einem Jahr widerstehen würden und hoffte wohl, dass der Earl of Chester und andere seiner Freunde zu seinen Gunsten eingreifen würden. Damit hatte er die politische Lage völlig falsch eingeschätzt. Tatsächlich war er nach der Krise des vergangenen Winters politisch isoliert, während der Justitiar entschlossen war, seine Stellung nicht wieder gefährden zu lassen. Dabei wurde er vom Erzbischof und vom König unterstützt, der, erbost darüber, dass er seine Streitkräfte wegen Bedford Castle nicht zur Verstärkung ins Poitou senden konnte, eine rasche Eroberung der Burg verlangte. Auf Befehl des Königs wurde eine Armee aus Handwerkern und Arbeitern zusammengezogen, die große Belagerungsmaschinen errichteten. Bei den Angriffen auf die Burg wurden sechs Ritter und über 200 einfache Soldaten und Arbeiter getötet. Die damaligen Chronisten wurden über die grausame Belagerung und die hohen Opfer, die eine Übergabe der Burg unmöglich machten, erschreckt. Falkes de Bréauté musste erkennen, dass er von seinen ehemaligen Verbündeten keine Unterstützung erhielt und entfloh der Verfolgung durch königliche Ritter nach Wales, wo er bei Llywelyn ab Iorwerth Zuflucht suchte. Der Earl of Chester schloss sich im Juli der königlichen Belagerungsarmee an, und der König ignorierte alle Bitten von Chester und der walisischen Fürsten, Bréauté zu begnadigen. Alexander Stavensby, der Bischof von Lichfield, traf den flüchtigen Bréauté bei Chester und konnte ihn überzeugen, sich dem König zu unterwerfen. Am 12. August sicherte ihm der König freies Geleit nach Northampton zu. Dennoch ging die Belagerung von Bedford Castle weiter, und im vierten Angriff wurde die Burg nach achtwöchiger Belagerung am 14. August erobert. Der König ließ fast die gesamte 80 Mann starke Besatzung, einschließlich William de Bréauté, am nächsten Tag durch Hängen hinrichten.

## Begnadigung, Exil und Tod
Das Schicksal seines Bruders und seiner Soldaten sowie der Verlust von Bedford erschütterten Falkes schwer. Am 19. August und noch einmal offiziell am 25. August in London unterwarf er sich dem König, bat um Verzeihung. Er übergab alle seine Besitzungen einschließlich Stogursey und Plympton, worauf er schließlich begnadigt wurde. Angesichts des Verlusts ihres Erbes und ihrer Mitgift ließ sich seine Frau Margaret sofort von ihm scheiden, wobei sie als Grund angab, gewaltsam zu der Ehe gezwungen worden zu sein. Zwar wurde ihr diese Begründung nicht geglaubt, doch sie durfte sich von Bréauté trennen und in der Obhut des Königs bleiben. Sie erhielt schließlich einen Teil ihrer Länder zurück. Da sich Bréauté nicht einer Verurteilung durch die ihm feindlich gesinnten Magnaten stellen wollte, ging er im Oktober freiwillig ins Exil. An der Küste bat er William de Warenne, 5. Earl of Surrey unter Tränen, dem König zu berichten, dass er nicht alleine, sondern nur auf Befehl der anderen Magnaten den Frieden in England gebrochen hätte.
In der Normandie wurde er unverzüglich vom französischen König Ludwig VIII. aus Rache für seine Niederlage im Krieg der Barone in Compiègne eingekerkert. Nur die Intervention von Papst Honorius III., der sich schon in England für ihn eingesetzt hatte, oder sein Kreuzfahrerzeichen, das er 1221 angenommen hatte, bewahrte ihn vor einer Hinrichtung. Ostern 1225 wurde er freigelassen. Er reiste nun nach Rom und verbrachte dort mehrere Monate. Vor dem Papst verteidigte er ausführlich sein Handeln, seine 14-seitige Beschwerde verfasste er vermutlich mit Hilfe von Robert Passelewe der ihn nach Rom begleitet hatte. Der Papst glaubte seinen Ausführungen und sah ihn als zu Unrecht exkommuniziert an. Als Kreuzfahrer unter den Schutz des Papstes gestellt, machte sich Bréauté auf die Rückreise nach England. Im August 1225 wurde er jedoch in Burgund von einem Ritter gefangen genommen, den er während des Kriegs der Barone in England gefangen genommen hatte. Erneut musste sich der Papst für seine Freilassung einsetzen. Trotz der Bitten des päpstliche Nuntius in England, Master Otto lehnte Heinrich III. es ab, Bréauté seine Frau und Ländereien in England zurückzugeben. Bréauté blieb zunächst in Troyes, doch als er sich weigerte, Ludwig VIII. die Treue zu schwören, wurde er aus Frankreich verwiesen. Erneut kehrte er nach Rom zurück und bat den Papst um Hilfe. Er starb nach dem 18. Juli 1226 vor der Kirche San Ciriaco (in den ehemaligen Diokletiansthermen), angeblich an einer Fischvergiftung, und wurde in der Kirche begraben.
Er hatte den früheren päpstlichen Legaten Guala Bicchieri zu seinem Testamentsvollstreckern und Vormund für seinen Sohn ernannt. Dieser Sohn, das einzige Kind aus seiner Ehe, war möglicherweise der Thomas de Bréauté, der 1255 einen kleinen Teil des Erbes seiner 1252 verstorbenen Mutter in Oxfordshire erbte. Angeblich sollte Bréauté ein Vermögen von 11.000 Mark bei den Tempelrittern in London hinterlegt haben. Heinrich III. versuchte vergeblich, dieses Geld von den Tempelrittern zu erhalten.

## Bewertung
Für die mittelalterlichen Chronisten war Bréauté der Abschaum der Erde und der allerschlimmste Räuber. Matthew Paris berichtet sehr detailliert über ihn und verdammt ihn. Briefe der Barone belegen seine Unbeliebtheit, während Gerichtsunterlagen seine Raubgier als Soldat und Sheriff belegen. Bewundert wurde er nur als tapferer Militär. Als aus der Normandie stammend galt er im England des 13. Jahrhunderts ebenso als Ausländer wie die anderen Poitevins wie Peter des Roches, Engelard de Cigogné oder Gerard d’Athée, mit denen sich König Johann umgab. Matthew Paris zählte ihn zu den schlechten Ratgebern des Königs. Dazu hassten ihn die englischen Barone als Aufsteiger von wahrscheinlich niederer Geburt, aber mit unverschämten Stolz, mit dem er sich als mächtigster Baron Englands bezeichnete. Seine zeitweiligen Verbündeten wie der Earl of Chester und Peter des Roches unterstützten ihn bei seinem Sturz nicht, und selbst seine Frau verließ ihn. Obwohl er Newnham Priory in Bedfordshire Schenkungen machte, blieb er den Kanonikern vor allem für die Zerstörung ihrer Kirche in Erinnerung, die er im Auftrag des Königs zur Erweiterung von Bedford Castle abreißen ließ. Letztlich unterstützten sie die Belagerung von Bedford Castle, in dem sie Steine für die Katapulte lieferten.
Moderne Historiker beurteilen ihn differenzierter. Er war nicht der einzige Militär, der während des Kriegs der Barone Gräueltaten begangen hat, und er bereicherte sich nicht mehr als andere. Viele Barone hassten ihn vor allem dafür, dass er nach Kriegsende nicht nur eigene Interessen verfolgte, sondern königliche Rechte wieder einforderte. Sein Stolz führte allerdings zu seinem Untergang, als er 1224 seine tatsächliche Macht überschätzte und nicht bemerkte, wie isoliert und verhasst er tatsächlich war.

## Sonstiges
Seine Frau besaß in South Lambeth am rechten Ufer der Themse bei London ein Haus, das Bréauté in Beschlag nahm, weshalb es bald Falkes Hall genannt wurde. Im Laufe der Zeit wurde aus dieser Bezeichnung Foxhall und später Vauxhall für den heutigen Londoner Stadtteil.